# 2010-es junior női kézilabda-világbajnokság
A 17. női junior kézilabda-világbajnokság 2010. július 17. és 2010. július 31. között került megrendezésre három dél-koreai városban, Gwangjuban, Szöulban és Cseonanban.

## Helyszínek
A tornát három városban rendezték meg Dél-Koreában.
| Város   | Sportcsarnok            |
| ------- | ----------------------- |
| Gwangju | Bit-go-eul sportcsarnok |
|         | Yeomju sportcsarnok     |
| Szöul   | Városi sportcsarnok     |
| Cseonan | Városi sportcsarnok     |

## Csoportok
| A csoport     | B csoport        | C csoport     | D csoport   |
| ------------- | ---------------- | ------------- | ----------- |
| Norvégia      | Dél-Korea        | Magyarország  | Oroszország |
| Franciaország | Hollandia        | Spanyolország | Svédország  |
| Németország   | Argentína        | Japán         | Angola      |
| Tunézia       | Kína             | Brazília      | Montenegró  |
| Szerbia       | Kongói Dem. Köz. | Thaiföld      | Mexikó      |
| Grönland      | Horvátország     | Ausztrália    | Hongkong    |

### A magyar csapat
| Név                 | Poszt      |
| ------------------- | ---------- |
| Janurik Kinga       | kapus      |
| Oguntoye Viktória   | kapus      |
| Víg Vivien          | kapus      |
| Tamás Krisztina     | jobbszélső |
| Hosszú Boglárka     | jobbszélső |
| Kisfaludy Anett     | beálló     |
| Horváth Bernadett   | beálló     |
| Turcsányi Krisztina | balszélső  |
| Szalai Babett       | balszélső  |
| Drávai Gyöngyi      | balátlövő  |
| Kovács Anna         | balátlövő  |
| Kovacsics Anikó     | irányító   |
| Hornyák Dóra        | átlövő     |
| Léránt Vivien       | balátlövő  |
| Dajka Bettina       | irányító   |
| Deáki Dóra          | balátlövő  |

- Szövetségi kapitány: Róth Kálmán
- Edzők: Danyi Gábor, Bartalos Béla

## Csoportmérkőzések
Lebonyolítás: A csoportokból az első három csapat jut tovább, a 4-6. helyezettek az Elnöki Kupában folytatják. Az egymás elleni eredményeket a csapatok viszik tovább magukkal.

### A. csoport
| Csapat        | M | Gy | D | V | G+  | G-  | Gk   | Pont |
| ------------- | - | -- | - | - | --- | --- | ---- | ---- |
| Norvégia      | 5 | 5  | 0 | 0 | 168 | 114 | +54  | 10   |
| Németország   | 5 | 3  | 1 | 1 | 146 | 122 | +24  | 7    |
| Szerbia       | 5 | 3  | 0 | 2 | 164 | 127 | +37  | 6    |
| Franciaország | 5 | 2  | 1 | 2 | 145 | 113 | +32  | 5    |
| Tunézia       | 5 | 1  | 0 | 4 | 142 | 176 | -34  | 2    |
| Grönland      | 5 | 0  | 0 | 5 | 85  | 198 | -113 | 0    |

| 2010. július 17. | Norvégia    | 43 - 24 | Tunézia          | Bicgoeul Játékvezető: Diana Carmen F., Anamaria Duta |
| 2010. július 17. | Nora Mörk 8 | (24-10) | Asma El Ghaoui 6 | Bicgoeul Játékvezető: Diana Carmen F., Anamaria Duta |

|                | Franciaország | 47 - 12                                                 | Grönland | Bicgoeul Játékvezető: Mansour Al Suwaidi, Saleh Bamutref |
| Koumba Cisse 8 | (25-4)        | Mia Rasmussen, Ivaana Holm, Sara Edege, Panu Gronvold 2 |          | Bicgoeul Játékvezető: Mansour Al Suwaidi, Saleh Bamutref |

|                 | Németország | 29 – 27         | Szerbia | Bicegoeul Játékvezető: Nikolaj Volodkov, Evgenij Zotin |
| Ina Grossmann 7 | (13-13)     | J. Trifunovic 8 |         | Bicegoeul Játékvezető: Nikolaj Volodkov, Evgenij Zotin |

| 2010. július 18. | Tunézia          | 25 - 29 | Franciaország  | Bitgoeul Játékvezető: Omar Al Marzouqi, Rashid Al Nuaimi |
| 2010. július 18. | Asma El Ghaoui 7 | (11–13) | E. Nze Minko 5 | Bitgoeul Játékvezető: Omar Al Marzouqi, Rashid Al Nuaimi |

|            | Szerbia | 25 – 27 | Norvégia | Bitgoeul Játékvezető: Herczeg Péter, Südi Péter |
| Živković 9 | (11–15) | Mørk7   |          | Bitgoeul Játékvezető: Herczeg Péter, Südi Péter |

|                 | Grönland | 12 – 36         | Németország | Bitgoeul Játékvezető: Tamer Elsayed, Fathy Zidan |
| Mia Rasmussen 5 | (3-16)   | Ina Grossmann 7 |             | Bitgoeul Játékvezető: Tamer Elsayed, Fathy Zidan |

| 2010. július 19. | Norvégia       | 38 - 19 | Grönland        | Bitgoeul Játékvezető: Omar Al Marzouqi, Rashid Al Nuaimi |
| 2010. július 19. | K. Nösterbö 10 | (15–10) | Mia Rasmussen 8 | Bitgoeul Játékvezető: Omar Al Marzouqi, Rashid Al Nuaimi |

|                   | Franciaország | 25 - 25        | Németország | Bitgoeul Játékvezető: Herczeg Péter, Südi Péter |
| Marie Prudhomme 8 | (14-14)       | Marlene Zapf 7 |             | Bitgoeul Játékvezető: Herczeg Péter, Südi Péter |

|                   | Tunézia | 32 - 47                   | Szerbia | Bitgoeul Játékvezető: Yalatima Coulibali, Mamoudou Diabate |
| Nesrine Daoula 11 | (13–18) | Živković, J. Trifunovic 9 |         | Bitgoeul Játékvezető: Yalatima Coulibali, Mamoudou Diabate |

| 2010. július 21. | Franciaország   | 21 – 26 | Szerbia          | Bitgoeul Játékvezető: Diana Carmen F., Anamaria Duta |
| 2010. július 21. | Elodie Manach 6 | (7–16)  | Dragana Cvijic 8 | Bitgoeul Játékvezető: Diana Carmen F., Anamaria Duta |

|                | Németország | 23 – 35      | Norvégia | Bitgoeul Játékvezető: Yalatima Coulibaly, Mamoudou Diabate |
| Marlene Zapf 5 | (13-19)     | Mari Molid 6 |          | Bitgoeul Játékvezető: Yalatima Coulibaly, Mamoudou Diabate |

|               | Grönland | 24 - 38                          | Tunézia | Bitgoeul Játékvezető: Mansour Al Suwaidi, Saleh Bamutref |
| Ivaana Holm 9 | (9-18)   | Asma El Ghaoui, Nesrine Daoula 6 |         | Bitgoeul Játékvezető: Mansour Al Suwaidi, Saleh Bamutref |

| 2010. július 22. | Szerbia                                           | 39 – 18 | Grönland      | Bitgoeul Játékvezető: Tamer Elsayed, Fathy Zidan |
| 2010. július 22. | Ivana Popovic, Natalija Vasic, Dijana Radojevic 6 | (20–6)  | Ivaana Holm 4 | Bitgoeul Játékvezető: Tamer Elsayed, Fathy Zidan |

|                                                        | Németország | 33 – 23           | Tunézia | Bitgoeul Játékvezető: Nikolaj Volodkov, Evgenij Zotin |
| Franziska Müller, Kim Naidzinavicius, Maike Schirmer 7 | (15–15)     | Maroua Dhaouadi 5 |         | Bitgoeul Játékvezető: Nikolaj Volodkov, Evgenij Zotin |

|             | Norvégia | 25 – 23        | Franciaország | Bitgoeul Játékvezető: Herczeg Péter, Südi Péter |
| Nora Mörk 7 | (14–14)  | Laura Kamdop 7 |               | Bitgoeul Játékvezető: Herczeg Péter, Südi Péter |

### B. csoport
| Csapat           | M | Gy | D | V | G+  | G-  | Gk  | Pont |
| ---------------- | - | -- | - | - | --- | --- | --- | ---- |
| Dél-Korea        | 5 | 5  | 0 | 0 | 176 | 131 | +45 | 10   |
| Hollandia        | 5 | 3  | 1 | 1 | 177 | 131 | +46 | 7    |
| Horvátország     | 5 | 3  | 1 | 1 | 151 | 115 | +36 | 7    |
| Argentína        | 5 | 2  | 0 | 3 | 155 | 152 | +3  | 4    |
| Kína             | 5 | 1  | 0 | 4 | 111 | 160 | -49 | 2    |
| Kongói Dem. Köz. | 5 | 0  | 0 | 5 | 101 | 182 | -81 | 0    |

| 2010. július 17. | Dél-Korea   | 34 – 19 | Kína                                            | Yeomju Játékvezető: Herczeg Péter, Südi Péter |
| 2010. július 17. | Eunbi Lee 6 | (11–8)  | Xiaoying Zhao, Nana Wu, Haiou Li, Danyang Tao 3 | Yeomju Játékvezető: Herczeg Péter, Südi Péter |

|                          | Hollandia | 23 – 23                        | Horvátország | Yeomju Játékvezető: Yalatima Coulibaly, Mamoudou Diabate |
| Laura van den Heijden 12 | (12–14)   | Anita Poljak, Lana Frankovic 5 |              | Yeomju Játékvezető: Yalatima Coulibaly, Mamoudou Diabate |

|                   | Argentína | 38 – 19                      | Kongó Dem. Köz. | Yeomju Játékvezető: Tamer Elsayed, Fathy Zidan |
| Luciana Mendoza 9 | (22–10)   | Olga Kabedi, Naomi Kapende 4 |                 | Yeomju Játékvezető: Tamer Elsayed, Fathy Zidan |

| 2010. július 18. | Kongói Dem. Köz. | 18 – 37 | Dél-Korea                  | Yeomju Játékvezető: Nikolaj Volodkov, Evgenij Zotin |
| 2010. július 18. | Carine Babina 6  | (7–20)  | Juri Jung, Eunkyeong Kim 6 | Yeomju Játékvezető: Nikolaj Volodkov, Evgenij Zotin |

|                | Kína    | 23 – 42           | Hollandia | Yeomju Játékvezető: Karina Christiansen, Marlene Lythje |
| Mengying Sun 8 | (11–23) | Estavana Polman 7 |           | Yeomju Játékvezető: Karina Christiansen, Marlene Lythje |

|                | Horvátország | 30 – 28            | Argentína | Yeomju Játékvezető: Masour Al Suwaidi, Saleh Bamutref |
| Marija Milic 6 | (15–13)      | Luciana Mendoza 10 |           | Yeomju Játékvezető: Masour Al Suwaidi, Saleh Bamutref |

| 2010. július 19. | Dél-Korea  | 35 – 32 | Horvátország     | Yeomju Játékvezető: Karina Christiansen, Marlene Lythje |
| 2010. július 19. | Hyobi Jo 8 | (20-12) | Katarina Jezic 9 | Yeomju Játékvezető: Karina Christiansen, Marlene Lythje |

|                          | Hollandia | 40 – 23           | Argentína | Yeomju Játékvezető: Nikolaj Volodkov, Evgenij Zotin |
| Laura van der Haijden 10 | (22-13)   | Luciana Mendoza 8 |           | Yeomju Játékvezető: Nikolaj Volodkov, Evgenij Zotin |

|            | Kína   | 32 – 22                                        | Kongói Dem. Köz. | Yeomju Játékvezető: Diana Carmen F., Anamaria Duta |
| Nana Wu 10 | (15-9) | Bibiche Katete, Olga Kabedi, Laetitia Laying 4 |                  | Yeomju Játékvezető: Diana Carmen F., Anamaria Duta |

| 2010. július 21. | Argentína          | 32 – 36 | Dél-Korea    | Yeomju Játékvezető: Omar Al Marzouqi, Rashid Al Nuaimi |
| 2010. július 21. | Luciana Mendoza 10 | (14-20) | Eunhee Ryu 8 | Yeomju Játékvezető: Omar Al Marzouqi, Rashid Al Nuaimi |

|                | Hollandia | 39 – 26       | Kongói Dem. Köz. | Yeomju Játékvezető: Tamer Elsayed, Fathy Zidan |
| Jessy Kramer 7 | (21-13)   | Olga Kabedi 8 |                  | Yeomju Játékvezető: Tamer Elsayed, Fathy Zidan |

|                   | Horvátország | 26 – 13      | Kína | Yeomju Játékvezető: Karina Christiansen, Marlene Lythje |
| Natasa Jankovic 5 | (13-6)       | Baogui Wei 5 |      | Yeomju Játékvezető: Karina Christiansen, Marlene Lythje |

| 2010. július 22. | Dél-Korea     | 34 – 30 | Hollandia               | Yeomju Játékvezető: Yalatima Coulibaly, Mamoudou Diabate |
| 2010. július 22. | Eunhee Ryu 12 | (16-17) | Laura van der Heijden 8 | Yeomju Játékvezető: Yalatima Coulibaly, Mamoudou Diabate |

|                 | Kongói Dem. Köz. | 16 – 36          | Horvátország | Yeomju Játékvezető: Diana Carmen F., Anamaria Duta |
| Naomi Kapende 6 | (8-15)           | Jelena Vidovic 8 |              | Yeomju Játékvezető: Diana Carmen F., Anamaria Duta |

|                                      | Argentína | 32 – 24      | Kína | Yeomju Játékvezető: Mansour Al Suwaidi, Saleh Bamutref |
| Antonella Gambino, Luciana Salvado 6 | (18-13)   | Mangying Sun |      | Yeomju Játékvezető: Mansour Al Suwaidi, Saleh Bamutref |

### C. csoport
| Csapat        | M | Gy | D | V | G+  | G-  | Gk   | Pont |
| ------------- | - | -- | - | - | --- | --- | ---- | ---- |
| Magyarország  | 5 | 4  | 1 | 0 | 180 | 86  | +94  | 9    |
| Brazília      | 5 | 3  | 2 | 0 | 161 | 107 | +54  | 8    |
| Spanyolország | 5 | 3  | 1 | 1 | 149 | 108 | +41  | 7    |
| Japán         | 5 | 2  | 0 | 3 | 132 | 108 | +24  | 4    |
| Thaiföld      | 5 | 1  | 0 | 4 | 97  | 169 | -72  | 2    |
| Ausztrália    | 5 | 0  | 0 | 5 | 79  | 220 | -141 | 0    |

| 2010. július 17. | Magyarország      | 25 – 25 | Brazília         | Szöul Játékvezető: Gjorgji Nachevski, Slave Nikolov |
| 2010. július 17. | Kovacsics Anikó 7 | (10-13) | Karoline Souza 6 | Szöul Játékvezető: Gjorgji Nachevski, Slave Nikolov |

|               | Spanyolország | 43 – 12           | Ausztrália | Szöul Játékvezető: Mohsin Al Mawlani, Ghassan Al Mizil |
| Marta Lopez 8 | (22-7)        | Vanja Smiljanic 7 |            | Szöul Játékvezető: Mohsin Al Mawlani, Ghassan Al Mizil |

|              | Japán  | 37 – 14                              | Thaiföld | Szöul Játékvezető: Gang Li, Ke Wang |
| Ayano Sawa 6 | (18-9) | Panid Nongrueang, Ponpimon Boonnam 3 |          | Szöul Játékvezető: Gang Li, Ke Wang |

| 2010. július 18. | Brazília         | 29 – 29 | Spanyolország  | Szöul Játékvezető: Gang Li, Ke Wang |
| 2010. július 18. | Karoline Souza 8 | (12-13) | Marta Lopez 12 | Szöul Játékvezető: Gang Li, Ke Wang |

|                                  | Thaiföld | 11 – 44         | Magyarország | Szöul Játékvezető: Tetyana Rakytina, Iryna Tkatchuk |
| Pupana Manmai, Sukanya Noowong 3 | (3-19)   | Szalai Babett 9 |              | Szöul Játékvezető: Tetyana Rakytina, Iryna Tkatchuk |

|                | Ausztrália | 15 – 46          | Japán | Szöul Játékvezető: Mohsir Al Mawlani, Ghassan Al Mizil |
| V. Brunsberg 7 | (8-21)     | Ayaka Ikehara 11 |       | Szöul Játékvezető: Mohsir Al Mawlani, Ghassan Al Mizil |

| 2010. július 19. | Magyarország    | 51 – 14 | Ausztrália     | Szöul Játékvezető: Gang Li, Ke Wang |
| 2010. július 19. | Szalai Babett 8 | (24-5)  | V. Brunsberg 8 | Szöul Játékvezető: Gang Li, Ke Wang |

|                | Spanyolország | 21 – 19         | Japán | Szöul Játékvezető: Tetyana Rakítina, Iryna Tkatchuk |
| Ana Martinez 9 | (13-9)        | Ayaka Ikehara 8 |       | Szöul Játékvezető: Tetyana Rakítina, Iryna Tkatchuk |

|                     | Brazília | 35 – 18            | Thaiföld | Szöul Játékvezető: Gjorgji Nachevski, Slave Nikolov |
| Thaissa Marcondez 5 | (15-5)   | Kadnarin Kangrit 6 |          | Szöul Játékvezető: Gjorgji Nachevski, Slave Nikolov |

| 2010. július 21. | Spanyolország | 31 – 21 | Thaiföld           | Szöul Játékvezető: Mohsin Al Mawlani, Ghassan Al Mizil |
| 2010. július 21. | Marta Lopez 6 | (15-12) | Ponpimon Boonnam 5 | Szöul Játékvezető: Mohsin Al Mawlani, Ghassan Al Mizil |

|              | Japán  | 11 – 33          | Magyarország | Szöul Játékvezető: Tetyana Rakytina, Iryna Tkatchuk |
| Yui Matsuo 3 | (6-19) | Drávai Gyöngyi 6 |              | Szöul Játékvezető: Tetyana Rakytina, Iryna Tkatchuk |

|                   | Ausztrália | 16 – 47         | Brazília | Szöul Játékvezető: Gjorgji Nachevski, Slave Nikolov |
| Vanja Smiljanic 8 | (7-23)     | Samara Vieira 6 |          | Szöul Játékvezető: Gjorgji Nachevski, Slave Nikolov |

| 2010. július 22. | Thaiföld       | 33 – 22 | Ausztrália        | Szöul Játékvezető: Gang Li, Ke Wang |
| 2010. július 22. | Vanpen Sila 12 | (17-13) | Vanja Smiljanic 7 | Szöul Játékvezető: Gang Li, Ke Wang |

|              | Japán | 19 – 25         | Brazília | Szöul Játékvezető: Mohsin Al Mawlani, Ghassin Al Mizil |
| Yui Matsuo 5 | (9-8) | Samara Vieira 8 |          | Szöul Játékvezető: Mohsin Al Mawlani, Ghassin Al Mizil |

|                   | Magyarország | 27 – 25                                       | Spanyolország | Szöul Játékvezető: Gjorgji Nachevski, Slave Nikolov |
| Kovacsics Anikó 9 | (16-11)      | Marta Lopez, B. Escribano, Elizabeth Chavez 5 |               | Szöul Játékvezető: Gjorgji Nachevski, Slave Nikolov |

### D. Csoport
| Csapat      | M | Gy | D | V | G+  | G-  | Gk   | Pont |
| ----------- | - | -- | - | - | --- | --- | ---- | ---- |
| Montenegró  | 5 | 5  | 0 | 0 | 156 | 104 | +52  | 10   |
| Oroszország | 5 | 4  | 0 | 1 | 174 | 96  | +78  | 8    |
| Svédország  | 5 | 3  | 0 | 2 | 151 | 100 | +51  | 6    |
| Angola      | 5 | 2  | 0 | 3 | 136 | 124 | +12  | 4    |
| Mexikó      | 5 | 1  | 0 | 4 | 93  | 150 | -57  | 2    |
| Hongkong    | 5 | 0  | 0 | 5 | 55  | 191 | -136 | 0    |

| 2010. július 17. | Oroszország | 24 – 28 | Montenegró        | Dankook Egyetemi Csarnok Játékvezető: Michal Badura, Jaroslav Ondogrechula |
| 2010. július 17. | Anna Sen 5  | (11-14) | Milena Knežević 9 | Dankook Egyetemi Csarnok Játékvezető: Michal Badura, Jaroslav Ondogrechula |

|                   | Svédország | 42 – 7                        | Hongkong | Dankook Egyetemi Csarnok Játékvezető: Achille Muya Kupa, Sadu Sangwani Mobati |
| Nathalie Hagman 7 | (18-3)     | Meingo Cheung, Wingtung Mak 2 |          | Dankook Egyetemi Csarnok Játékvezető: Achille Muya Kupa, Sadu Sangwani Mobati |

|                                  | Angola | 30 – 19           | Mexikó | Dankook Egyetemi Csarnok Játékvezető: Sung Kim Ki, Yong Koo Kim |
| Azenaide Carlos, Magda Cazanga 6 | (15-9) | Fernanda Rivera 5 |        | Dankook Egyetemi Csarnok Játékvezető: Sung Kim Ki, Yong Koo Kim |

| 2010. július 18. | Montenegró                          | 23 – 20 | Svédország                          | Dankook Egyetemi Csarnok Játékvezető: Sebastian Lenci, Julian Lopez Grillo |
| 2010. július 18. | Majda Mehmedovic, Milena Knežević 5 | (12-10) | Nathalie Hagman, Hanna Fögelstrom 4 | Dankook Egyetemi Csarnok Játékvezető: Sebastian Lenci, Julian Lopez Grillo |

|                    | Mexikó | 18 – 37                            | Oroszország | Dankook Egyetemi Csarnok Játékvezető: Achille Muya Kupa, Sadu Sangwani Mobati |
| Jenifer Iglesias 4 | (7-16) | Natalia Chernova, Ksenia Makeeva 5 |             | Dankook Egyetemi Csarnok Játékvezető: Achille Muya Kupa, Sadu Sangwani Mobati |

|                  | Hongkong | 10 – 36         | Angola | Dankook Egyetemi Csarnok Játékvezető: Michal Badura, Jaroslav Ondogrecula |
| Sin Ying Leung 5 | (4-18)   | Magda Cazanga 9 |        | Dankook Egyetemi Csarnok Játékvezető: Michal Badura, Jaroslav Ondogrecula |

| 2010. július 19. | Oroszország      | 49 – 7 | Hongkong                         | Dankook Egyetemi Csarnok Játékvezető: Sebastian Lenci, Julian Lopez Grillo |
| 2010. július 19. | A. Kudryashova 9 | (27-2) | Wing Tung Wong, Sin Ying Leung 2 | Dankook Egyetemi Csarnok Játékvezető: Sebastian Lenci, Julian Lopez Grillo |

|                    | Svédország | 27 – 23            | Angola | Dankook Egyetemi Csarnok Játékvezető: Michal Badura, Jaroslav Ondogrecula |
| Nathalie Hagman 11 | (14-7)     | Azenaide Carlos 12 |        | Dankook Egyetemi Csarnok Játékvezető: Michal Badura, Jaroslav Ondogrecula |

|                  | Montenegró | 29 – 17           | Mexikó | Dankook Egyetemi Csarnok Játékvezető: Sung Kim Ki, Yong Koo Kim |
| Sanja Premovic 6 | (15-8)     | Yesenia Salinas 5 |        | Dankook Egyetemi Csarnok Játékvezető: Sung Kim Ki, Yong Koo Kim |

| 2010. július 21. | Svédország        | 34 – 16 | Mexikó                            | Dankook Egyetemi Csarnok Játékvezető: Achille Muya Kupa, Sadu Sangwani Mobati |
| 2010. július 21. | Nathalie Hagman 8 | (15-7)  | Yesenia Salinas, Lucero Quezada 3 | Dankook Egyetemi Csarnok Játékvezető: Achille Muya Kupa, Sadu Sangwani Mobati |

|                 | Angola | 15 – 33          | Oroszország | Dankook Egyetemi Csarnok Játékvezető: Sung Kim Ki, Yong Koo Kim |
| Isabel Guialo 6 | (6-21) | Irina Nikitina 6 |             | Dankook Egyetemi Csarnok Játékvezető: Sung Kim Ki, Yong Koo Kim |

|                  | Hongkong | 11 – 41             | Montenegró | Dankook Egyetemi Csarnok Játékvezető: Sebastian Lenci, Julian Lopez Grillo |
| Sin Ying Leung 4 | (3-22)   | Jelena Despotovic 7 |            | Dankook Egyetemi Csarnok Játékvezető: Sebastian Lenci, Julian Lopez Grillo |

| 2010. július 22. | Mexikó            | 23 – 20 | Hongkong         | Dankook Egyetemi Csarnok Játékvezető: Sung Kim Ki, Yong Koo Kim |
| 2010. július 22. | Yesenia Salinas 6 | (8-7)   | Sin Ying Leung 8 | Dankook Egyetemi Csarnok Játékvezető: Sung Kim Ki, Yong Koo Kim |

|                   | Angola  | 32 – 35            | Montenegró | Dankook Egyetemi Csarnok Játékvezető: Sebastian Lenci, Julian Lopez Grillo |
| Rossana Tavares 9 | (14-18) | Milena Knežević 12 |            | Dankook Egyetemi Csarnok Játékvezető: Sebastian Lenci, Julian Lopez Grillo |

|                  | Oroszország | 31 – 28           | Svédország | Dankook Egyetemi Csarnok Játékvezető: Michal Badura, Jaroslav Ondogerecula |
| Irina Nikitina 8 | (15-13)     | Nathalie Hagman 9 |            | Dankook Egyetemi Csarnok Játékvezető: Michal Badura, Jaroslav Ondogerecula |

## Elnöki Kupa
Az Elnöki Kupában azok a csapatok vesznek részt, akik a csoportköröket követően csoportjuk 4-6. helyén végeztek. Az egy csoportban játszó csapatok továbbviszik az elért eredményeket, és a másik csoport ugyanazon helyezést elérő csapattal játszanak. A csoportgyőztesek játszhatnak a 13., a csoport másodikak a 15., a csoport harmadikok a 17., a csoport negyedikek a 19., a csoport ötödikek a 21., és a csoportutolsók a 23. helyért. Az Elnöki Kupa győztese, azaz a 13. megkapja az Elnöki Kupát.
1. csoport
| Csapat           | M | Gy | D | V | G+  | G-  | Gk  | Pont |
| ---------------- | - | -- | - | - | --- | --- | --- | ---- |
| Franciaország    | 3 | 3  | 0 | 0 | 110 | 60  | +50 | 6    |
| Argentína        | 3 | 2  | 0 | 1 | 93  | 77  | +16 | 4    |
| Kína             | 3 | 2  | 0 | 1 | 85  | 80  | +5  | 4    |
| Tunézia          | 3 | 1  | 0 | 2 | 89  | 82  | +7  | 2    |
| Grönland         | 3 | 1  | 0 | 2 | 63  | 109 | -46 | 2    |
| Kongói Dem. Köz. | 3 | 0  | 0 | 3 | 65  | 97  | -32 | 0    |

| 2010. július 24. | Franciaország   | 34 – 23 | Argentína                          | Bitgoeul Játékvezető: Michal Badura, Jaroslav Ondogerecula |
| 2010. július 24. | Elodie Manach 7 | (19-13) | Luciana Salvado, Luciana Mendoza 6 | Bitgoeul Játékvezető: Michal Badura, Jaroslav Ondogerecula |

|                                  | Tunézia | 26 – 29       | Kína | Bitgoeul Játékvezető: Julian Grillo Lopez, Sebastian Lenci |
| Asma El Ghaoui, Elhem Gherissi 7 | (11-15) | Danyang Tao 7 |      | Bitgoeul Játékvezető: Julian Grillo Lopez, Sebastian Lenci |

|             | Grönland | 27 – 24          | Kongói Dem. Köz. | Bitgoeul Játékvezető: Mansour Al Suwaidi, Saleh Bamutref |
| N. Tremel 9 | (14-12)  | Mireille Monga 6 |                  | Bitgoeul Játékvezető: Mansour Al Suwaidi, Saleh Bamutref |

2. csoport
| Csapat     | M | Gy | D | V | G+  | G- | Gk  | Pont |
| ---------- | - | -- | - | - | --- | -- | --- | ---- |
| Angola     | 3 | 3  | 0 | 0 | 98  | 55 | +43 | 6    |
| Japán      | 3 | 2  | 0 | 1 | 109 | 61 | +48 | 4    |
| Mexikó     | 3 | 2  | 0 | 1 | 64  | 69 | -5  | 4    |
| Thaiföld   | 3 | 1  | 0 | 2 | 66  | 81 | -15 | 2    |
| Ausztrália | 3 | 1  | 0 | 2 | 64  | 98 | -34 | 2    |
| Hongkong   | 3 | 0  | 0 | 3 | 49  | 86 | -37 | 0    |

| 2010. július 24. | Japán                         | 26 – 32 | Angola           | Cheonan Játékvezető: Tamer Elsayed, Fathy Zidan |
| 2010. július 24. | Nozomi Hara, Anri Matsumura 6 | (14-15) | Magda Cazanga 11 | Cheonan Játékvezető: Tamer Elsayed, Fathy Zidan |

|                    | Thaiföld | 19 – 22           | Mexikó | Cheonan Játékvezető: Achille Muya Kupa, Sadu Sangwani Mobati |
| Ponpimon Boonnam 5 | (10-15)  | Yesenia Salinas 8 |        | Cheonan Játékvezető: Achille Muya Kupa, Sadu Sangwani Mobati |

|                 | Ausztrália | 27 – 19          | Hongkong | Cheonan Játékvezető: Ghassan Al Mizil, Mohsin Al Mawlani |
| V. Brunsberg 10 | (10-8)     | Sin Ying Leung 5 |          | Cheonan Játékvezető: Ghassan Al Mizil, Mohsin Al Mawlani |

## Helyosztók
23. helyért
| 2010. július 26. | Kongói Dem. Köz. | ' | Hongkong |  |
| 2010. július 26. | ()               |   |          |  |

21. helyért
| 2010. július 26. | Grönland | ' | Ausztrália |  |
| 2010. július 26. | ()       |   |            |  |

19. helyért
| 2010. július 26. | Tunézia | ' | Thaiföld |  |
| 2010. július 26. | ()      |   |          |  |

17. helyért
| 2010. július 26. | Kína | ' | Mexikó |  |
| 2010. július 26. | ()   |   |        |  |

15. helyért
| 2010. július 26. | Argentína | ' | Japán |  |
| 2010. július 26. | ()        |   |       |  |

13. helyért
| 2010. július 26. | Franciaország | ' | Angola |  |
| 2010. július 26. | ()            |   |        |  |

## Középdöntők
A középdöntőben azok a csapatok szerepelnek, akik a csoportkörök után csoportjukban az 1-3. helyen álltak. A csoportban elért eredményeket viszik tovább magukkal a csapatok, és a másik csoport csapataival játszanak. A csoportok első két helyezettje az elődöntőkbe kerül, a harmadik helyezettek az 5., a negyedik helyezettek a 7., az ötödik helyezettek a 9., a hatodik helyezettek pedig a 11. helyért játszanak.